# Aitor Hernández
Pour l’article homonyme, voir Hernández.
Hernández  Gutiérrez est un nom espagnol. Le premier nom de famille, en général paternel, est Hernández ; le second, en général maternel, souvent omis, est Gutiérrez.
Aitor Hernández Gutiérrez est un cycliste espagnol né le 24 janvier 1982 à Ermua. Il est professionnel de 2004 à 2005 au sein de l'équipe suisse LPR puis court sous les couleurs de la formation Euskaltel-Euskadi entre 2006 et 2010. Il possède plusieurs titres de champion d'Espagne de cyclo-cross à son palmarès.

## Biographie

### Débuts cyclistes et carrière chez les amateurs
Aitor Hernández commence sa carrière cycliste dans les catégories réservées aux jeunes et éprouve rapidement une attirance pour le cyclo-cross. En 1998 il s'adjuge d'ailleurs la médaille de bronze lors du championnat d'Espagne des débutants dans cette discipline.
Plus tard il intègre l'équipe amateur espagnole Cafés Baqué et se consacre davantage à la route. Il réussit à se faire remarquer en glanant plusieurs succès devant quelques grands espoirs du cyclisme espagnol.
Ainsi en 2001, il remporte le classement général du Trofeo Lehendakari devant Koldo Fernández et David López García. L'année suivante il gagne plusieurs courses dont l'Insalus Saria (où il s'offre le luxe de distancer Luis León Sánchez qui finit deuxième de l'épreuve), le Trofeo Seur - Memorial Jesus Cadena qu'il  s'adjuge devant Daniel Arnal et Amets Txurruka et le Mémorial Sabin Foruria où un certain Alberto Contador termine à la quatrième place.

### 2004-2010: carrière professionnelle sur route

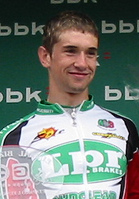
Aitor Hernández (à la Bicyclette basque en 2005)

Aitor Hernández signe son premier contrat professionnel avec la formation LPR en 2004.
En 2005, lors de la Bicyclette basque, il obtient une seconde et une troisième place dans deux étapes. À la fin du deuxième semestre de l'année 2005 il est recruté par l'équipe espagnole Euskaltel-Euskadi.
La saison 2006 lui permet de participer pour la première fois au Tour de France. Il termine l'épreuve en 136e position.
En 2007, Il remporte le prix de la montagne du Tour du Pays basque et participe au Tour d'Italie mais doit abandonner. La même année Hernández est retenu par ses directeurs sportifs pour courir le Tour d'Espagne. Il a la charge de travailler pour ses leaders et finit 81e du classement général.
Aitor Hernández court une nouvelle fois le Tour d'Espagne en 2009. Il s'empare du maillot de meilleur grimpeur au cours de la cinquième étape devant le Néerlandais Lars Boom. Il est dépossédé de sa tunique le lendemain par son compatriote José Antonio Lopez (Andalucía-Cajasur). Au cours de cette saison il s'adjuge aussi la deuxième place du classement de la montagne du Tour du Pays basque et se classe sixième d'une étape du Tour de la communauté de Madrid.
Fin 2010, son contrat avec Euskaltel-Euskadi n'est pas renouvelé malgré quelques places honorables obtenues au Tour du Haut-Var où il est huitième du classement général et au Tour de Suisse qui le voit finir quatrième du classement des grimpeurs après avoir porté le maillot blanc de leader de ce challenge pendant deux étapes.

### Depuis fin 2010: carrière en cyclo-cross
Dans l'impossibilité de retrouver une équipe professionnelle, Hernández n'en n'abandonne pas le cyclisme pour autant. Il se tourne de nouveau  vers le cyclo-cross et devient  champion d'Espagne de la discipline pendant l'hiver 2012-2013. Avec Egoitz Murgoitio et Iker Ibanez il fait partie de la sélection espagnole qui participe aux championnats du monde de cyclo-cross le 2 février 2013 à Louisville, aux États-Unis,. Il finit l'épreuve en 23e position.  Au cours de la même période, il remporte aussi plusieurs courses organisées sous l'égide de l'UCI comme le cyclo-cross de Karrantza ou ceux d'Igorre et Valence.
Il s'adjuge de nouveau ces trois épreuves l'année suivante,, et termine second du championnat d'Espagne de cyclo-cross.
La saison 2014-2015, lui permet de remporter les cyclo-cross de Karrantza et Valence pour la troisième fois d'affilée. Il gagne aussi un second titre de champion d'Espagne ainsi que le classement général de la Coupe d'Espagne de cyclo-cross. Au cours de l'année 2015 il s'adjuge également plusieurs épreuves de VTT et obtient le titre de champion du Pays Basque de la spécialité.
Outre quelques victoires sur des courses régionales, son début de saison 2015-2016 est marqué par une quatrième victoire au Cyclo-cross de Karrantza. la suite est moins probante, il ne s'impose que sur quelques cyclo-cross de moindre importance et perd son titre de champion d'Espagne au profit du vétéran Javier Ruiz de Larrinaga.
Au cours de la campagne hivernale 2016-2017 il s'adjuge le ciclocros Joan Soler à Manlleu en Catalogne.
La campagne de cyclo-cross 2017-2018 lui permet de s'adjuger une nouvelle médaille de bronze lors des championnats d'Espagne de cyclo-cross. Il n'est devancé à cette occasion que par Ismael Esteban  et  Felipe Orts.
Aitor Hernández participe aux courses espagnoles inscrites au calendrier de l'Union Cycliste Internationale et aussi à des courses basques ou proches de son domicile au cours de la saison de cyclo-cross 2018-2019. Il y connait un certain succès puisqu'il remporte douze des vingt-trois courses où il s'engage. Par ailleurs, sa régularité et ses victoires lui permettent de s'adjuger le classement général du Challenge de la fédération basque de cyclisme et le trophée provincial de Burgos de cyclo-cross. Victime d'une chute lors des championnats d'Espagne de cyclo-cross, il doit se contenter de la septième place de l'épreuve remportée par Felipe Orts devant le vétéran Javier Ruiz de Larrinaga.

## Palmarès en cyclo-cross
| - 1997-1998 - 3e du championnat d'Espagne de cyclo-cross cadets - 2001-2002 - 3e du championnat d'Espagne de cyclo-cross espoirs - 2012-2013 - Champion d'Espagne de cyclo-cross - Champion du Pays Basque de cyclo-cross - XX Cyclo-cross de Karrantza, Karrantza - XXXVI Ziklo Kross Igorre, Igorre - Cyclo-cross International Ciudad de Valence, Valence - 2013-2014 - XXI Cyclo-cross de Karrantza, Karrantza - XXXVII Ziklo Kross Igorre, Igorre - Cyclo-cross International Ciudad de Valencia, Valence - 2e du championnat d'Espagne de cyclo-cross | - 2014-2015 - Champion d'Espagne de cyclo-cross - XXII Cyclo-cross de Karrantza, Karrantza - Cyclo-cross International Ciudad de Valencia, Valence - XXXVIII Ziklo Kross Igorre, Igorre - 2015-2016 - XXIII Cyclo-cross de Karrantza, Karrantza - 2016-2017 - Ciclocros Joan Soler, Manlleu - 2017-2018 - 3e du championnat d'Espagne de cyclo-cross |  |

## Palmarès sur route

### Par année
- 2000
  - 2e et 3ea (contre-la-montre) de la Vuelta al Besaya
  - Bizkaiko Itzulia
  - 3e de la Vuelta al Besaya
- 2001
  - Torneo Lehendakari
  - Mémorial Etxaniz
  - 2e du Mémorial Sabin Foruria
- 2002
  - Trofeo Seur
  - Insalus Saria
  - Mémorial Sabin Foruria
  - Premio Elorrio
  - San Martín Saria
  - 2e de l'Antzuola Saria
  - 3e du Tour de la Bidassoa
- 2003
  - Circuito Aiala
  - 3e étape du Week-End Béarnais
  - 2e du Gran Premio San José

### Résultats sur les grands tours

#### Tour de France
1 participation
- 2006 : 136e

#### Tour d'Italie
1 participation
- 2007 : non-partant (12e étape)

#### Tour d'Espagne
2 participations
- 2007 : 81e
- 2009 : 96e

### Classements mondiaux
| Année           | 2005 |
| --------------- | ---- |
| UCI Europe Tour | 495e |